# Nakagawa (Fukuoka)
Nakagawa (jap. 那珂川市 Nakagawa-shi) – miasto w Japonii, w prefekturze Fukuoka, na wyspie Kiusiu.

## Historia
Miasteczko Nakagawa powstało 1 kwietnia 1956 roku w powiecie Chikushi, w wyniku połączenia trzech wiosek. 1 października 2018 roku Nakagawa zdobyła status miasta.

## Populacja
Zmiany w populacji Nakagawy w latach 1960–2015:
| Rok  | Populacja |
| ---- | --------- |
| 1960 | 8 458     |
| 1965 | 8 859     |
| 1970 | 11 245    |
| 1975 | 17 646    |
| 1980 | 24 840    |
| 1985 | 30 869    |
| 1990 | 36 576    |
| 1995 | 42 345    |
| 2000 | 45 548    |
| 2005 | 46 972    |
| 2010 | 49 780    |
| 2015 | 50 004    |